# Jean-Claude Passeron
Pour les articles homonymes, voir Passeron.
Jean-Claude Passeron, né le 26 novembre 1930 à Nice, est un sociologue et un épistémologue français, directeur d'études à l'École des hautes études en sciences sociales, membre fondateur d'un centre de recherche pluridisciplinaire : le SHADYC (Sociologie, Histoire, Anthropologie des dynamiques culturelles) à Marseille. Il a fondé et dirigé la revue Enquête.

## Biographie

### Jeunesse et études
Jean-Claude Passeron fait des études à l'École normale supérieure (Ulm, Paris). Après avoir obtenu l'agrégation de philosophie en 1958, il s'oriente vers la sociologie. 
Il est d'abord nommé au lycée Périer, à Marseille. Durant les années 1960, il publie avec Pierre Bourdieu deux ouvrages qui feront date dans le domaine de la sociologie de l'éducation (Les Héritiers, 1964 ; La Reproduction, 1970). Avec Jean-Claude Chamboredon et Bourdieu, il publie également Le Métier de sociologue, un ouvrage de référence de méthodologie et d'épistémologie des sciences sociales, qui vise tout à la fois à rendre accessibles les classiques des sciences sociales à un large lectorat, expliciter et renouveler les règles de la méthode, et promouvoir, dans une période de contestation sociale et culturelle très intense, le rationalisme appliqué, inspiré de Gaston Bachelard.
Il collabore avec Bourdieu, avec lequel il prend ses distances à partir du début des années 1970.
En 1991, il fait paraître Le raisonnement sociologique, ouvrage en partie issu d'une thèse d'État.

## Publications
- avec Pierre Bourdieu et Michel Eliard, Les Étudiants et leurs études, Paris, La Haye, Mouton, « Cahiers du centre de sociologie Européenne. sociologie de l'éducation », 1, 1964.
- avec Pierre Bourdieu, Les Héritiers. Les étudiants et la culture, Paris, Les Éditions de Minuit, 1964.
- avec Gérald Antoine, La Réforme de l'Université. Conservatisme et novation à l'Université, avant-propos de Raymond Aron, Paris, Calmann-Lévy, 1966.
- avec Robert Castel, Éducation, développement et démocratie. Algérie, Espagne, France, Grèce, Hongrie, Italie, Pays arabes, Yougoslavie, études présentées par Robert Castel, Jean-Claude Passeron, Paris - La Haye, Mouton, « Cahiers du Centre de sociologie européenne », 4, 1967.
- avec Pierre Bourdieu et Jean-Claude Chamboredon, Le Métier de sociologue, préalables épistémologiques, Paris, Mouton - Bordas, 1968.
- avec Claude Grignon, Expériences françaises avant 1968, Études de cas sur l'innovation dans l'enseignement supérieur, Paris, OCDE, 1970.
- traduction (avec Françoise et Jean-Claude Garcias) et présentation de Richard Hoggart, La Culture du pauvre. Étude sur le style de vie des classes populaires en Angleterre (The Uses of literacy), Paris, Éditions de Minuit, « Le sens commun », 1970.
- avec Pierre Bourdieu, La Reproduction. Éléments pour une théorie du système d'enseignement, Paris, Éditions de Minuit, « Le Sens commun », 1970.
- présentation de Joseph Schumpeter, Impérialisme et classes sociales, traduction de Suzanne de Segonzac et Pierre  Bresson, revue et présentée par Jean-Claude Passeron, Paris, Éditions de Minuit, « Les sens commun », 1972.
- Les Mots de la sociologie, Nantes, Université de Nantes, 1980.
- avec Michel Grumbach, L'Œil à la page : enquête sur les images et les bibliothèques, Paris, Bibliothèque Publique d’Information, 1985.
- avec Claude Grignon, Le Savant et le populaire, misérabilisme et populisme en sociologie et en littérature, Paris, Seuil - Gallimard, 1989.
- avec E. Pedler, Le Temps donné aux tableaux, Marseille, IMEREC, 1991.
- Le raisonnement sociologique. L'espace non-poppérien du raisonnement naturel, Paris, Nathan, « Essais et Recherches », 1991.
- avec Pierre-Michel Menger (éd.), L'Art de la recherche, Essais en l'honneur de Raymonde Moulin, Paris, La Documentation Française, 1994.
- avec Louis-André Gérard-Varet, (éd.), Le modèle et l'enquête : les usages du principe de rationalité dans les sciences sociales. Paris, Éditions de l'EHESS, 1995.
- (éd.), Richard Hoggart en France, textes rassemblés par J.-C. Passeron, Paris, Bibliothèque Publique d'Information, 1999.
- avec Michel de Fornel, (éd.), L'argumentation. Preuve et persuasion, Paris, Ed. de l’EHESS, 2002.
- avec Jacques Revel, Penser par cas, Paris, Éditions de l'EHESS, 2005.
- Le raisonnement sociologique: un espace non poppérien de l'argumentation (éditions refondue et augmentée), Paris, Albin Michel, 2006.
- avec Jacques Revel et Jean Boutier, (éd.), Qu'est-ce qu'une discipline ?, Paris, Éditions de l'EHESS, 2006.